# 1944년 하계 올림픽
1944년 하계 올림픽(영어: 1944 Summer Olympics, Games of the XIII Olympiad)은 영국의 런던에서 개최될 예정이었지만, 제2차 세계 대전으로 끝내 열리지 못한 제13회 하계 올림픽이다. 
결국 올림픽을 4년 연기하여 1948년에 개최하였다.

## 투표 결과
| 개최지 투표 결과 | 개최지 투표 결과                                                  | 개최지 투표 결과 |
| ---------------- | ----------------------------------------------------------------- | ---------------- |
| 후보 도시        | NOC                                                               | 투표             |
| 런던             | 영국                                                              | 20               |
| 로마             | [[파일:{{{국기그림-1861}}}\|22x20px\|border \|이탈리아]] 이탈리아 | 11               |
| 디트로이트       | 미국                                                              | 2                |
| 로잔             | 스위스                                                            | 1                |
| 멜버른           | 오스트레일리아                                                    | 0                |
| 부다페스트       | 헝가리                                                            | 0                |
| 헬싱키           | 핀란드                                                            | 0                |
| 몬트리올         | 캐나다                                                            | 0                |

## 같이 보기
- 1940년 동계 올림픽
- 1940년 하계 올림픽
- 1944년 동계 올림픽
- 1948년 하계 올림픽